# رابطة البحارة ذوي الاحتياجات الخاصة
جمعية البحارة ذوي الإعاقة، والمعروفة أيضًا باسم Thomas Morley Trust، هي جمعية خيرية مسجلة في هامبشاير، إنجلترا. تأسست عام 1993 بهدف توفير فرص الإبحار في المحيط للأشخاص ذوي الإعاقة باستخدام يخوت سياحية مصممة خصيصًا، بالإضافة إلى الإبحار في القوارب الصغيرة مثل قوارب Martin 16 وقوارب WETA ثلاثية الأشرعة. تطورت DSA مع مرور الوقت لتصبح مظلة لمجموعة متنوعة من المشاريع الخيرية المرتبطة بالإبحار.

## مشروع الإبحار رورو
منذ عام 1995، تقدم جمعية البحارة ذوي الإعاقة من خلال مشروع RoRo مرافق الإبحار في المحيط للأشخاص ذوي الإعاقة، وذلك بفضل تمويل من صناديق المنح الخيرية. أتاح هذا التمويل تصميم وبناء يختين بطول 11 مترًا مناسبين للكراسي المتحركة، وهما: Spirit of Scott Bader وVerity K. وكلاهما يرسوان حاليًا في بورتسموث.

## إبحار مارتن16
أما القوارب الصغيرة Martin 16، التي صُممت وصُنعت في كندا، فهي منتشرة في أمريكا الشمالية، ولم تكن معروفة في أوروبا حتى بدأت جمعية البحارة ذوي الإعاقة في استيرادها. تتيح هذه القوارب للأشخاص ذوي الإعاقة والمحرومين الوصول إلى المياه الداخلية، كما تُستخدم لتدريب فريق البارالمبياد البريطاني وكوسيلة تدريب للمشاركين في مشاريع الإبحار الطموحة وطويلة المدى.

## قارب ثلاثي الهيكل من ويتا
كما تقدم الجمعية قوارب WETA ثلاثية الهياكل، التي أُطلقت في نيوزيلندا عام 2007. تتميز هذه القوارب بكونها خفيفة الوزن وسهلة التجهيز وصغيرة الحجم بما يكفي لتخزينها بسهولة، وهي قابلة للتعديل عبر تجهيزات المقاعد وأنظمة التوجيه البديلة، مما يجعلها مثالية للإبحار من قبل الأشخاص ذوي الإعاقة، أو كبار السن، أو الشباب.
تشمل خدمات جمعية البحارة ذوي الإعاقة:
- توفير مرافق لأي نوع من الإعاقات، بما في ذلك مستخدمو الكراسي المتحركة وأولئك الذين يحتاجون إلى أدوات التحكم عبر النفخ والامتصاص.
- تنظيم رحلات إبحار يومية على يخوت مهيأة للكراسي المتحركة.
- تنظيم رحلات بحرية طويلة المدى.
- إتاحة الإبحار بقوارب صغيرة مزودة بمقاعد داعمة.
- المشاركة في سباقات القوارب الشراعية على المستوى الدولي.

## الروابط الخارجية
- الإبحار لذوي الاحتياجات الخاصة
- نسخة محفوظة 2010-04-01 على موقع واي باك مشين. Sail Ability International
- مارتن ١٦ - الإبحار الميسر
- ويتا
- إبحار WETA